# Беляцкая, Вера Константиновна
Вера Константиновна Беляцкая род. 25 апреля 1935 года — доярка Шушенского совхоза-техникума имени Ленина и Крупской Шушенского района Красноярского края, полный кавалер ордена Трудовой Славы (1986). Почётный гражданин Шушенского района Красноярского края.

## Биография
Родилась 25 апреля 1935 года в деревне Масленниково (ныне не существует) Боготольского района Красноярского края. Русская. Выросла в деревне Соловьёвка Тюхтетского района. Окончила три класса школы. С ранних лет помогала матери на ферме, доила коров. С четырнадцати лет начала работать в колхозе свинаркой.
В 1953 году вышла замуж и уехала в город Боготол. Здесь работала уборщицей в средней школе, разнорабочей совхоза, подсобной рабочей в кузнечном цеха вагоноремонтного завода, рабочей, станочницей мебельного цеха райпромкомбината.
В 1968 году с семьей переехала в посёлок Шушенское. Устроилась работать дояркой в совхоз-техникум имени В. И. Ленина и Н. К. Крупской. Работала рядом с Героями Социалистического Труда Анной Косых и Александрой Жуковой. Через полтора года имя Веры Беляцкой стали называть в числе правофланговых. В числе лучших надаивала по четыре тысячи литров молока. Решили достичь пятитысячного рубежа. Сначала высоту взяла Жукова, а потом и Беляцкая. Одиннадцатую пятилетку обе сделали за три с половиной года.
Указами Президиума Верховного Совета СССР от 14 февраля 1975 года и 16 декабря 1980 года Беляцкая Вера Константиновна награждена орденами Трудовой Славы 3-й и 2-й степеней.
Указом Президиума Верховного Совета СССР от 29 августа 1986 года Беляцкая Вера Константиновна награждена орденом Трудовой Славы 1-й степеней. Стала полным кавалером ордена Трудовой Славы.
Работала дояркой, мастером машинного доения до выхода на пенсию.
Проживает в селе Алтан Шушенского района Красноярского края.

## Награды и звания
Награждена орденами Трудовой Славы 1-й, 2-й, 3-й степеней:
3 ст. 14.02.1975 № 946214
2 ст. 16.12.1980 № 4119
1 ст. 29.08.1986 № 549
- медалями[1].
- три бронзовые медали ВДНХ СССР (24.08.1973; 16.07.1976; 01.08.1977).
- диплом Почёта ВДНХ СССР (15.05.1985).
- Почётный гражданин Шушенского района (06.08.2004).